# Sommer-Paralympics 2016/Teilnehmer (Laos)
| stlisierte Goldmedaille | stlisierte Silbermedaille | stlisierte Bronzemedaille |
| ----------------------- | ------------------------- | ------------------------- |
| —                       | —                         | —                         |

Laos entsendete zu den Paralympischen Sommerspielen 2016 in Rio de Janeiro einen Athleten.

## Teilnehmer nach Sportart

### Powerlifting
Männer:
- Pia Pia (-49 kg), Rang 6 mit 121 kg